# 水口 (地理學)

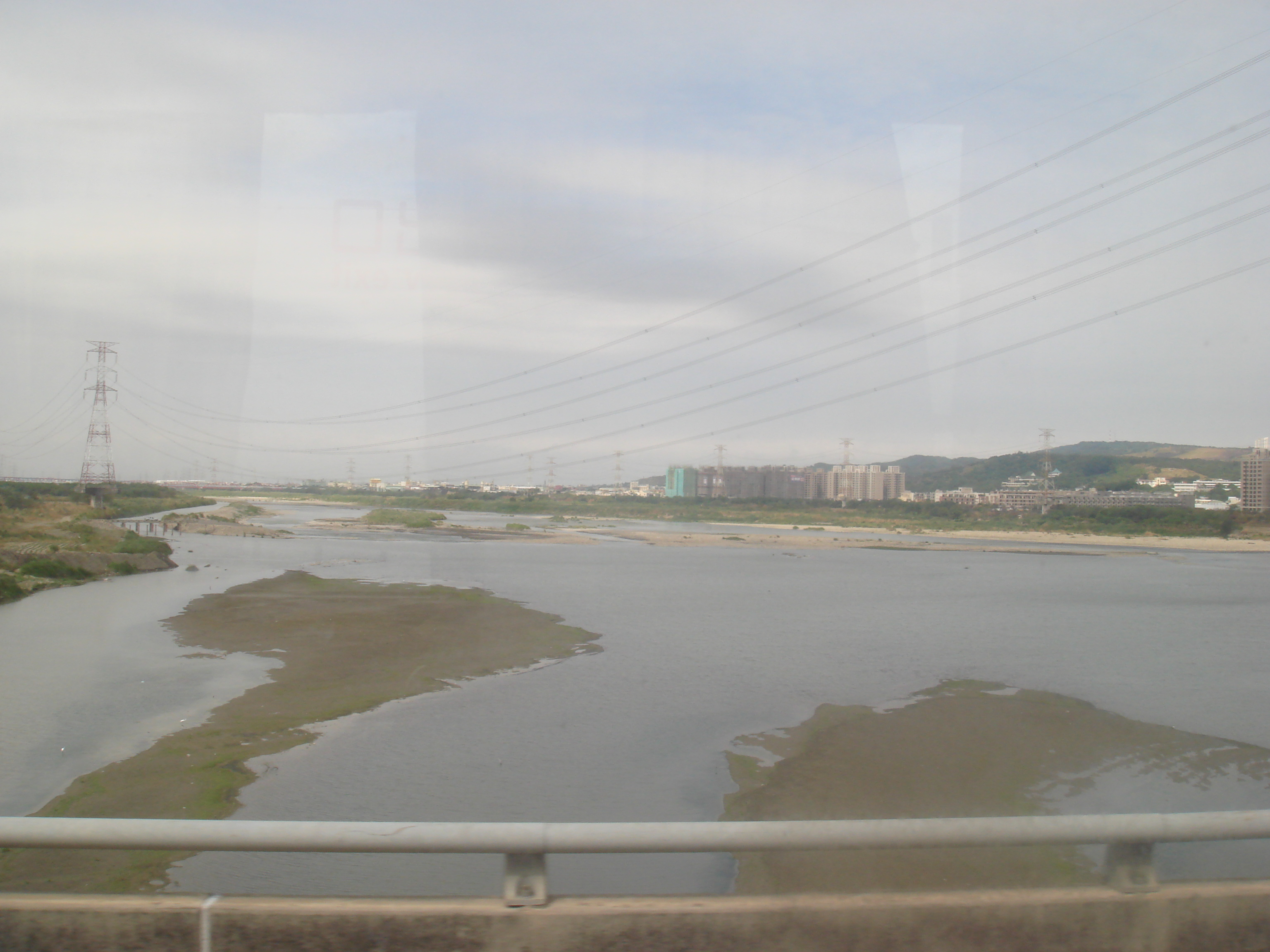
從台74線的橋上向西望去大肚溪，這裡可見河道兩岸呈現「水口地形」。（圖左一岸的地形已出鏡）

水口（英語：Water Gap），亦稱水隙，是描述地形的一種地理學名詞。當河流向源侵蝕，切穿山脊之處而成河道；又或板塊運動，造成封閉地形出現缺口，迫使河流改道，通過缺口處而流出，這二者都是指水口。水口通常出現在河流切穿山脈所呈現垂直之處，因此也被地理學界視為橫谷的一種。由於山脈的岩層軟硬會影響河流的侵蝕速率，若岩層堅硬會構成狹窄的谷地（峽谷），反之軟弱會構成寬闊的谷地（淺谷），但是河流若出現在通過橫谷的距離並不長，通常是判斷為水口在地貌上特徵之一。例如：台灣的大甲溪、大肚溪皆是板塊運動而造成河流改道所形成水口，前者出現在清水海風北側一帶，後者出現在省道台1線大肚橋一帶，此處也是鐵公路山海線交會、縱貫鐵路與國道一號通過之地；另在台灣的白鮑溪、老田寮溪皆是向源侵蝕而造成河流改道所形成水口，前者出現在省道台9丙線重光、平和一帶，後者出現在獅潭百壽西側一帶。